# ستانلي براينت
ستانلي براينت (بالإنجليزية: Stanley Bryant)‏ هو لاعب كرة قدم أمريكية ولاعب كرة القدم الكندية أمريكي، ولد في 7 مايو 1985 في غولدزبورو في الولايات المتحدة.

## وصلات خارجية
- ستانلي براينت على موقع JustSportsStats.com (الإنجليزية)